# Алиш

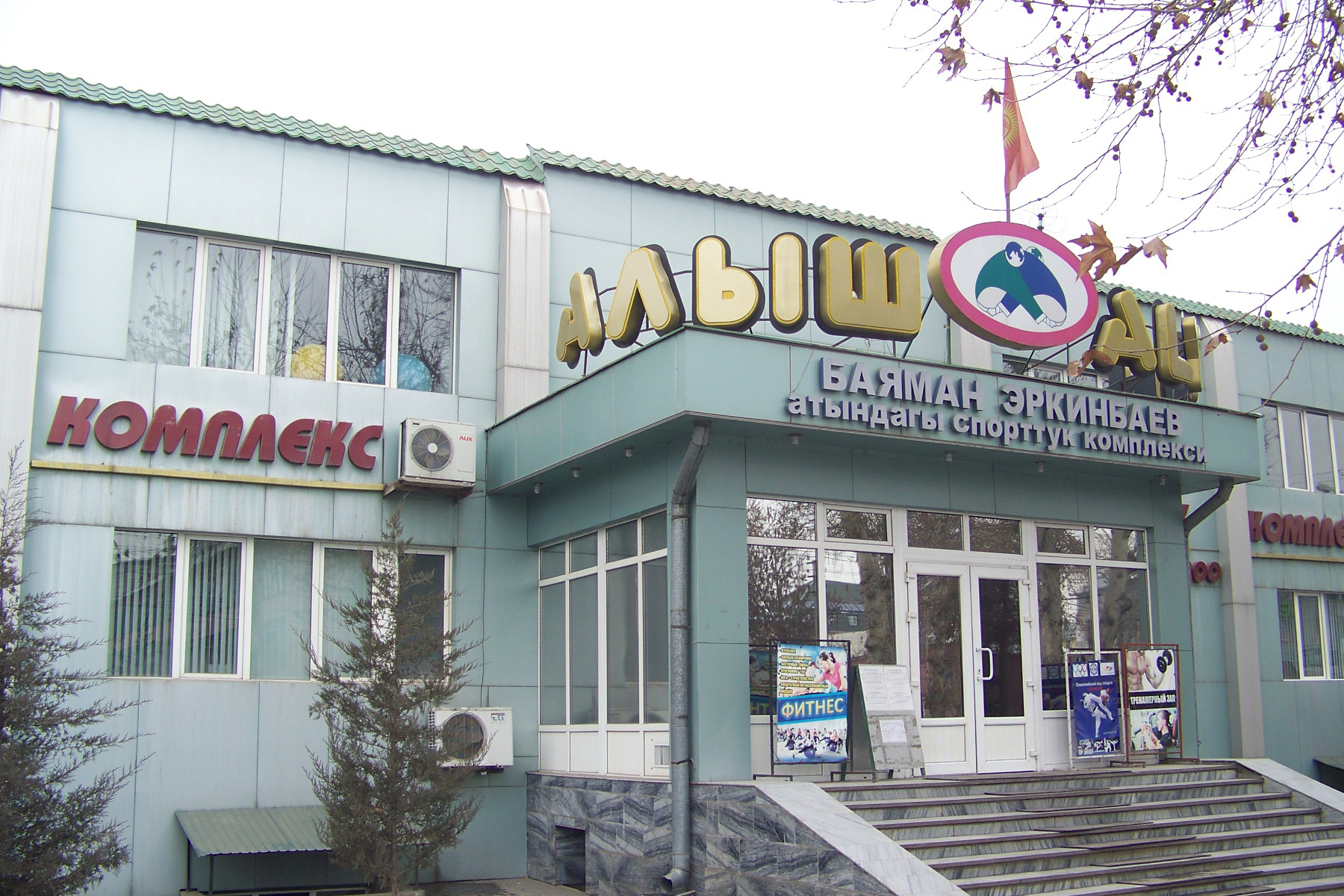
"Алиш" у Киргизстані

Али́ш (ще відомий як боротьба́ на пояса́х) — силовий вид єдиноборств, призначений об'єднати різноманітні види національних єдиноборств у єдину структуру. Слово «алиш» тюркського походження і означає «боротьбу до визначення найсильнішого супротивника».
Алиш виник на початку 2000-х років у Киргизстані і об'єднав у собі елементи та правила народних різновидів боротьби на поясах з різноманітних етнічних груп Центральної Азії. Від інших видів боротьби на поясах алиш відрізняється способом тримання поясу. Перед захватом борці повинні обгорнути пояси один одного навколо своїх зап'ястків. В інших різновидах боротьби на поясах такий тип захвату є необов'язковим, а для алиша це правило.
Також існують два стилі, в яких дозволяється чи забороняється проведення прийомів ногами. Останній є менш популярним і більшість змагань проводиться у першому зі стилів, який ще називають «вільним».
Алиш регулюється Міжнародною федерацією боротьби на поясах «Алиш» (IFWBA) та визнається Міжнародною федерацією аматорських видів єдиноборств (FILA)

## Правила
Алиш є вертикальним видом боротьби. На офіційних змаганнях учасники вдягнені в єдину форму, яка складається з куртки синього чи зеленого кольору та білих штанів. Поверх куртки пов'язується пояс, за який супротивники мають постійно тримати один одного. 
Правила досить прості — суперники хапають один одного за пояси та намагаються зробити кидок супротивника на спину, при цьому дозволяється проводити кидки, підніжки, підсікання, звалювання та активні накриття з положення стійка при захваті двома руками за пояс супротивника. За кидки нараховуються балли від 1 до 6, в залежності від того, як саме супротивник падає на мат. Перший з учасників, який набере 6 баллів, стає переможцем. Середня тривалість поєдинку не більше однієї хвилини.